# Xã Blooming Valley, Quận Grant, South Dakota
Xã Blooming Valley (tiếng Anh: Blooming Valley Township) là một xã thuộc quận Grant, tiểu bang Nam Dakota, Hoa Kỳ. Năm 2010, dân số của xã này là 126 người.